# Святошинская площадь
Свято́шинская пло́щадь — площадь в Святошинском районе города Киева.
Расположена между улицей Пушиной, улицей Семашко и Северным переулком. Возникла в начале XX столетия под названием «площадь Базарная» (от расположенного на ней Святошинского рынка, который в 1980-е годы был перенесён на площадь Героев Бреста). Современное название — с 1958 года. В 1980-е годы старую застройку вокруг площади полностью снесли, а сама площадь с того времени существует лишь номинально.

## Транспорт
- Станция метро «Житомирская» (0,2 км)